# Newiusz
Gnejusz Newiusz (łac. Gnaeus Naevius) – poeta rzymski, który najprawdopodobniej urodził się w Kapui w Kampanii, a zmarł około 201 p.n.e. w Utyce (Afryka Północna).
Brał udział w I wojnie punickiej (264-241 p.n.e.). Od 235 p.n.e. pisał sztuki teatralne, komedie i tragedie. Pierwszą wystawił w 235 p.n.e. w Rzymie. Były to zazwyczaj przeróbki dramatu greckiego, ale także własne komedie o tematyce rzymskiej (fabula togata). Do naszych czasów dotarło 35 tytułów tych sztuk i około 140 fragmentów. Wprowadził do literatury rzymskiej fabula praetexta, czyli tragedię o tematyce narodowej.
Autor pierwszych rzymskich tragedii opartych na tematyce mitologicznej (Romulus) i historycznej (opis zwycięstwa nad Galami - Clastidium). Napisał Bellum Poenicum - epos o I wojnie punickiej (7 ksiąg), który to utwór wywarł wpływ na Eneidę Wergiliusza.
Naraził się (przez złośliwe aluzje w swych utworach) rodowi Cecyliuszy Metellów i Scypionowi Afrykańskiemu. Był więziony w 206 p.n.e. i skazany na karę pręgierza. Po uwolnieniu osiadł w afrykańskim mieście Utyka, gdzie zmarł. Z jego twórczości pozostały jedynie niewielkie fragmenty oraz tytuły dramatów.

## Zachowane tytuły i fragmenty

### Komedie
| - Akontizomenos (Zabójca) - Agitatoria (Komedia o poganiaczu) - Agrypnuntes (Bezsenni) - Apella (Apulijka) - Astiologa (Uprzejma) - Ariolus (Wieszczek) uważana za komedię rodzimą (fabula togata) - Carbonaria (Węglowa) - Clamidaria (Płaszczowa) - Colax (Pochlebca) - Commotria (tylko tytuł) - Corollaria (Kwieciarka) - Dementes (Szalejący) - Demetrius (tylko tytuł) - Dolus (Podstęp) - Figulus (Garncarz) - Glaucoma (Katarakta na oku) - Gymnasticus (Mistrz gimnastyki) - Lampadio (imię niewolnika) | - Leon - Lydus (przez niektórych zaliczana do tragedii) - Nagido (tylko jeden wyraz zachowany) - Nautae (Żeglarze) - Nervolaria (Jądrowa?) - Paelex (Nierządnica) - Personata (Maskowa) - Proiectus (Porzucony) - Quadrigemini (Czworaczki) - Stalagmus (tytuł od imienia niewolnika) - Stigmatias (Nacechowany) - Tarentilla (Dziewczyna z Tarentu) - Technicus (Szarlatan) - Testicularia (Jądrowa) - Tribacelus (sztuka o śmiałej tematyce erotycznej) - Triphallus (Arcymęski) - Tunicularia (Komedia o tunice) |

### Tragedie
| - Andromacha - Belli Punici carmen (epopeja narodowa o wojnie punickiej) - Clastidium (uczczenie zwycięstwa z Galami) - Danae - Equos Troianos (Koń trojański) - Hector Proficiscens (Wyprawa Hektora) - Iphigenia - Lycurgos - Romulus lub Lupus (odmiana tragedii narodowej fabula praetexta) |